# Live My Life (Party Rock Remix)
Live My Life (Party Rock Remix) è un remix ufficiale musicale della canzone Live My Life, da parte del cantante cantautore Redfoo.

## Video
Il video ufficiale è stato distribuito su YouTube il 23 marzo 2012. Il video ha oltre 29 milioni di visualizzazioni.